# John M. McHugh
John Michael McHugh, född 29 september 1948 i Watertown, New York, är en amerikansk republikansk politiker. Han var ledamot av USA:s representanthus 1993–2009 samt USA:s arméminister 2009–2015.

## Biografi
McHugh gick i skola i Watertown High School i Watertown. Han avlade 1970 sin kandidatexamen vid Utica College och 1977 sin master vid State University of New York. Han var ledamot av New Yorks delstatssenat 1985–1993.
McHugh blev invald i representanthuset i kongressvalet 1992. Han omvaldes åtta gånger.